# Astrid Båhl
Astrid Båhl, folkbokförd som Astrid Margarete Bål, född 6 juni 1959 i Karesuando, Sverige, är en norsk samisk konstnär, som 1986 skapade samernas flagga. 

## Biografi

Samernas flagga som Astrid Båhl skapat

Astrid Båhl flyttade som barn till Skibotn i Storfjords kommun i Troms fylke, där hon 2017 fortfarande är bosatt.. Hon började sin konstnärliga utbildning redan på Solhaugens gymnasieskola i Narvik, och fortsatte sedan på Statens håndverks- og kunstindustriskole i Oslo, där hon studerade textiltryck, grafik, grafisk design och frihandsteckning. Båhl har varit representerad på flera utställningar, bland annat "Mijjen luunie – Hos oss”, en sydsamisk vandringsutställning som öppnades den 6 februari 1994 i Elverum samt "ČSV- å visualisere Sápmi" på Galleri F15 på Jeløya 2006.
År 1986 utlyste Nordisk sameråd en tävling om en samisk flagga, där Astrid Båhls förslag gick ut som segrare. Flaggan hissades första gången på samerådets konferens i Åre den 15 augusti 1986. Enligt Båhl symboliserar flaggan att solen ger liv till jorden. Som inspiration till flaggan gick Båhl tillbaka till gamla skrifter och böcker om samernas formspråk, mytologi och symboler.
Astrid Båhl har även utformat de norska frimärkena till "Tråante 2017", en markering av 100-årsminnet av det första samiska landsmötet i Trondheim 1917.